# Somerset Heights
Somerset Heights  est une banlieue du nord-est de la cité d’Hamilton située dans l’Île du Nord de la Nouvelle-Zélande.

## Toponymie
Somerset Heights est souvent aussi connue sous le nom de Huntington ou Rototuna. Le nom de Rototuna est aussi utilisé pour inclure les secteurs de Grosvenor, Callum Brae, Huntington et St James. 
Somerset Heights forme une partie de la zone de recensement (en) de « Te Manatu » ou Huntington.

## Histoire
En 2000, la Somerset Heights Ltd obtint l’autorisation pour la construction de 107 maisons sur un terrain de 13,1 ha.
Buchanan Place et Westbury Mews furent nommés par la « Somerset Heights Joint Venture » en 2002, en utilisant des  noms anglais classiques .
Une ligne de transmission électrique aérienne (en) fut démontée et remplacée par un câble passant sous Barrington Drive pour permettre la construction de Somerset Heights .
Le domicile « Thomas Homestead » au niveau du 219 Gordonton Road fut construit en 1929 sur un terrain de 100 acres, dont une partie constitue maintenant la banlieue de Somerset Heights.

## Transports
La ligne de bus circulaire de Rototuna fournit un service toutes les demi-heures à travers tout le secteurdepuis 2018.

## Éducation
L'école Waikato Waldorf (en) et le parc Te Manatu se trouvent en bordure de Somerset Heights.

## Environnement
Les plantes aquatiques Alligator weed proliféraient au niveau du bassin de rétention des eaux pluviales de Somerset Heights, ce qui a nécessité de le draguer en 2005 .
La zone est un site couvert d’une forêt en expansion du fait de la restauration de la végétation autour du bassin  .
Somerset Heights est à la tête du Kirikiriroa gully, un lieu où poussent en abondance les 
cabbage trees, 
grey willow, 
hawthorn, 
où grandissent les Astelia, les 
whekiponga et les fougères arborescentes.